# Rúben Dias
Rúben Santos Gato Alves Dias (Amadora, 14 mei 1997) is een Portugees voetballer die doorgaans speelt als centrale verdediger. In september 2020 verruilde hij Benfica voor Manchester City. Dias maakte in 2018 zijn debuut in het Portugees voetbalelftal.

## Clubcarrière
Dias speelde in de jeugd van Estrela da Amadora en kwam in 2008 terecht in de opleiding van Benfica. Zijn eerste optreden in de hoofdmacht volgde op 16 september 2017, toen op bezoek bij Boavista met 2–1 verloren werd. Dias mocht van coach Rui Vitória in de basis beginnen en gedurende de volledige negentig minuten vormde hij een centraal verdedigingsduo met Luisão. Zijn eerste doelpunt in de Primeira Liga volgde op 3 februari 2018, in eigen huis tegen Rio Ave. Door een doelpunt van Helder Guedes kwam Rio Ave op voorsprong, maar Jardel, Pizzi, Jonas, Dias en Raúl Jiménez zorgden uiteindelijk voor de eindstand 5–1. In de zomer van 2018 verlengde hij zijn contract tot medio 2023. Op 29 september 2020 maakte Dias voor een bedrag van circa achtenzestig miljoen euro de overstap naar Manchester City, waar hij zijn handtekening zette onder een verbintenis voor de duur van zes seizoenen. In zijn eerste seizoen bij Manchester City werd hij landskampioen. Daarnaast werd de League Cup gewonnen en bereikte de club de finale van de Champions League, waarin Chelsea met 0–1 te sterk was. Na dit seizoen werd hij door de Britse voetbalpers verkozen tot FWA Footballer of the Year.

## Clubstatistieken
| Seizoen | Club            | Competitie     | Competitie | Competitie | Beker | Beker | Internationaal | Internationaal | Totaal | Totaal |
| Seizoen | Club            | Competitie     | Wed.       | Dlp.       | Wed.  | Dlp.  | Wed.           | Dlp.           | Wed.   | Dlp.   |
| ------- | --------------- | -------------- | ---------- | ---------- | ----- | ----- | -------------- | -------------- | ------ | ------ |
| 2017/18 | Benfica         | Primeira Liga  | 24         | 3          | 3     | 1     | 2              | 0              | 29     | 4      |
| 2018/19 | Benfica         | Primeira Liga  | 32         | 3          | 7     | 0     | 15             | 1              | 54     | 4      |
| 2019/20 | Benfica         | Primeira Liga  | 33         | 2          | 8     | 0     | 8              | 1              | 49     | 3      |
| 2020/21 | Benfica         | Primeira Liga  | 2          | 1          | 0     | 0     | 1              | 0              | 3      | 1      |
| 2020/21 | Manchester City | Premier League | 32         | 1          | 7     | 0     | 11             | 0              | 50     | 1      |
| 2021/22 | Manchester City | Premier League | 29         | 2          | 3     | 0     | 8              | 0              | 40     | 2      |
| 2022/23 | Manchester City | Premier League | 26         | 0          | 5     | 0     | 12             | 1              | 43     | 1      |
| 2023/24 | Manchester City | Premier League | 30         | 0          | 5     | 0     | 10             | 0              | 45     | 0      |
| Totaal  | Totaal          | Totaal         | 208        | 12         | 38    | 1     | 67             | 3              | 313    | 16     |

Bijgewerkt op 29 juli 2024.

## Interlandcarrière
Dias werd in mei 2018 door bondscoach Fernando Santos opgenomen in de selectie van Portugal voor het wereldkampioenschap in Rusland. Zijn debuut in het Portugees voetbalelftal maakte hij in een oefeninterland tegen Tunesië. Via goals van André Silva en João Mário kwam Portugal op voorsprong en door treffers van Anice Badri en Fakhreddine Ben Youssef wisten de Tunesiërs alsnog terug te komen tot 2–2. Dias begon aan het duel als basisspeler en hij speelde de volledige negentig minuten mee. Op het WK werd Portugal in de achtste finales uitgeschakeld door Uruguay met 2–1. In de groepsfase speelde Portugal tegen Spanje (3–3), Marokko (1–0 winst) en Iran (1–1). Dias kwam in de vier wedstrijden niet in actie. Zijn toenmalige teamgenoten Eduardo Salvio (Argentinië), Andrija Živković (Servië), Haris Seferović (Zwitserland) en Raúl Jiménez (Mexico) waren eveneens actief op het toernooi. Op 17 november 2020 maakte de centrumverdediger zijn eerste interlanddoelpunten. Op die dag werd gespeeld tegen Kroatië, waarvoor Mateo Kovačić tweemaal scoorde. Doordat Dias ook twee doelpunten maakte en ook João Félix nog voor een goal tekende won Portugal met 2–3. Dias werd in mei 2021 door Santos opgeroepen voor de Portugese selectie op het uitgestelde EK 2020. Op het toernooi werd Portugal in de achtste finales uitgeschakeld door België (1–0) na in de groepsfase te winnen van Hongarije (0–3), te verliezen van Duitsland (2–4) en te gelijkspelen tegen Frankrijk (2–2). Dias speelde in alle drie wedstrijden mee. Zijn toenmalige teamgenoten Kevin De Bruyne (België), Nathan Aké (Nederland), Oleksandr Zintsjenko (Oekraïne), Kyle Walker, John Stones, Raheem Sterling, Phil Foden (allen Engeland), Ferran Torres, Eric García, Rodri, Aymeric Laporte (allen Spanje), İlkay Gündoğan (Duitsland) en Bernardo Silva (eveneens Portugal) waren ook actief op het toernooi.
In oktober 2022 werd Dias door bondscoach Santos opgenomen in de voorselectie van Portugal voor het WK 2022. Tweeënhalve week later werd hij ook opgenomen in de definitieve selectie. Tijdens dit WK werd Portugal door Marokko uitgeschakeld in de kwartfinales nadat in de groepsfase gewonnen was van Ghana en Uruguay en verloren van Zuid-Korea en in de achtste finales Zwitserland was uitgeschakeld. Dias kwam in alle vijf duels in actie. Zijn toenmalige clubgenoten Nathan Aké (Nederland), Kyle Walker, John Stones, Jack Grealish, Kalvin Phillips, Phil Foden (allen Engeland), Julián Álvarez (Argentinië), İlkay Gündoğan (Duitsland), Rodri, Aymeric Laporte (beiden Spanje), Kevin De Bruyne (België), Ederson Moraes (Brazilië), Manuel Akanji (Zwitserland), Bernardo Silva en João Cancelo (beiden eveneens Portugal) waren ook actief op het toernooi.
Dias werd in mei 2024 door bondscoach Roberto Martínez opgenomen in de selectie van Portugal voor het EK 2024 in Duitsland. Portugal overleefde de groepsfase na overwinningen op Tsjechië (2–1) en Turkije (0–3) en een nederlaag tegen Georgië (2–0). Hierna volgden twee strafschoppenseries; Slovenië werd verslagen, maar Frankrijk was te sterk in de kwartfinales. Dias speelde alleen tegen Georgië niet mee. Zijn toenmalige clubgenoten Manuel Akanji (Zwitserland), Rodri (Spanje), Joško Gvardiol, Mateo Kovačić (beiden Kroatië), Kyle Walker, John Stones, Phil Foden (Engeland), Nathan Aké (Nederland), Kevin De Bruyne, Jérémy Doku (beiden België), Bernardo Silva en Matheus Nunes (beiden eveneens Portugal) waren ook actief op het EK.
| Interlands van Rúben Dias voor Portugal | Interlands van Rúben Dias voor Portugal | Interlands van Rúben Dias voor Portugal | Interlands van Rúben Dias voor Portugal | Interlands van Rúben Dias voor Portugal | Interlands van Rúben Dias voor Portugal | Interlands van Rúben Dias voor Portugal |
| №                                       | Datum                                   | Wedstrijd                               | Uitslag                                 | Competitie                              | Goals                                   |                                         |
| Als speler bij Benfica                  | Als speler bij Benfica                  | Als speler bij Benfica                  | Als speler bij Benfica                  | Als speler bij Benfica                  | Als speler bij Benfica                  | Als speler bij Benfica                  |
| --------------------------------------- | --------------------------------------- | --------------------------------------- | --------------------------------------- | --------------------------------------- | --------------------------------------- | --------------------------------------- |
| 1                                       | 28 mei 2018                             | Portugal – Tunesië                      | 2 – 2                                   | Vriendschappelijk                       |                                         |                                         |
| 2                                       | 6 september 2018                        | Portugal – Kroatië                      | 1 – 1                                   | Vriendschappelijk                       |                                         |                                         |
| 3                                       | 10 september 2018                       | Portugal – Italië                       | 1 – 0                                   | Nations League 2018/19                  |                                         |                                         |
| 4                                       | 11 oktober 2018                         | Polen – Portugal                        | 2 – 3                                   | Nations League 2018/19                  |                                         |                                         |
| 5                                       | 14 oktober 2018                         | Schotland – Portugal                    | 1 – 3                                   | Vriendschappelijk                       |                                         |                                         |
| 6                                       | 17 november 2018                        | Italië – Portugal                       | 0 – 0                                   | Nations League 2018/19                  |                                         |                                         |
| 7                                       | 20 november 2018                        | Portugal – Polen                        | 1 – 1                                   | Nations League 2018/19                  |                                         |                                         |
| 8                                       | 22 maart 2019                           | Portugal – Oekraïne                     | 0 – 0                                   | EK 2020 kwalificatie                    |                                         |                                         |
| 9                                       | 25 maart 2019                           | Portugal – Servië                       | 1 – 1                                   | EK 2020 kwalificatie                    |                                         |                                         |
| 10                                      | 5 juni 2019                             | Portugal – Zwitserland                  | 3 – 1                                   | Nations League 2018/19                  |                                         |                                         |
| 11                                      | 9 juni 2019                             | Portugal – Nederland                    | 1 – 0                                   | Nations League 2018/19                  |                                         |                                         |
| 12                                      | 7 september 2019                        | Servië – Portugal                       | 2 – 4                                   | EK 2020 kwalificatie                    |                                         |                                         |
| 13                                      | 10 september 2019                       | Litouwen – Portugal                     | 1 – 5                                   | EK 2020 kwalificatie                    |                                         |                                         |
| 14                                      | 11 oktober 2019                         | Portugal – Luxemburg                    | 3 – 0                                   | EK 2020 kwalificatie                    |                                         |                                         |
| 15                                      | 14 oktober 2019                         | Oekraïne – Portugal                     | 2 – 1                                   | EK 2020 kwalificatie                    |                                         |                                         |
| 16                                      | 14 november 2019                        | Portugal – Litouwen                     | 6 – 0                                   | EK 2020 kwalificatie                    |                                         |                                         |
| 17                                      | 17 november 2019                        | Luxemburg – Portugal                    | 0 – 2                                   | EK 2020 kwalificatie                    |                                         |                                         |
| 18                                      | 5 september 2020                        | Portugal – Kroatië                      | 4 – 1                                   | Nations League 2020/21                  |                                         |                                         |
| 19                                      | 8 september 2020                        | Zweden – Portugal                       | 0 – 2                                   | Nations League 2020/21                  |                                         |                                         |
| Als speler bij Manchester City          |                                         |                                         |                                         |                                         |                                         |                                         |
| 20                                      | 7 oktober 2020                          | Portugal – Spanje                       | 0 – 0                                   | Vriendschappelijk                       |                                         |                                         |
| 21                                      | 11 oktober 2020                         | Frankrijk – Portugal                    | 0 – 0                                   | Nations League 2020/21                  |                                         |                                         |
| 22                                      | 14 oktober 2020                         | Portugal – Zweden                       | 3 – 0                                   | Nations League 2020/21                  |                                         |                                         |
| 23                                      | 14 november 2020                        | Portugal – Frankrijk                    | 0 – 1                                   | Nations League 2020/21                  |                                         |                                         |
| 24                                      | 17 november 2020                        | Kroatië – Portugal                      | 2 – 3                                   | Nations League 2020/21                  | 52', 90'                                |                                         |
| 25                                      | 24 maart 2021                           | Portugal – Azerbeidzjan                 | 1 – 0                                   | WK 2022 kwalificatie                    |                                         |                                         |
| 26                                      | 27 maart 2021                           | Servië – Portugal                       | 2 – 2                                   | WK 2022 kwalificatie                    |                                         |                                         |
| 27                                      | 30 maart 2021                           | Luxemburg – Portugal                    | 1 – 3                                   | WK 2022 kwalificatie                    |                                         |                                         |
| 28                                      | 9 juni 2021                             | Portugal – Israël                       | 4 – 0                                   | Vriendschappelijk                       |                                         |                                         |
| 29                                      | 15 juni 2021                            | Hongarije – Portugal                    | 0 – 3                                   | EK 2020                                 |                                         |                                         |
| 30                                      | 19 juni 2021                            | Portugal – Duitsland                    | 2 – 4                                   | EK 2020                                 |                                         |                                         |
| 31                                      | 23 juni 2021                            | Portugal – Frankrijk                    | 2 – 2                                   | EK 2020                                 |                                         |                                         |
| 32                                      | 27 juni 2021                            | België – Portugal                       | 1 – 0                                   | EK 2020                                 |                                         |                                         |
| 33                                      | 1 september 2021                        | Portugal – Ierland                      | 2 – 1                                   | WK 2022 kwalificatie                    |                                         |                                         |
| 34                                      | 4 september 2021                        | Qatar – Portugal                        | 1 – 3                                   | Vriendschappelijk                       |                                         |                                         |
| 35                                      | 7 september 2021                        | Azerbeidzjan – Portugal                 | 0 – 3                                   | WK 2022 kwalificatie                    |                                         |                                         |
| 36                                      | 12 oktober 2021                         | Portugal – Luxemburg                    | 5 – 0                                   | WK 2022 kwalificatie                    |                                         |                                         |
| 37                                      | 14 november 2021                        | Portugal – Servië                       | 1 – 2                                   | WK 2022 kwalificatie                    |                                         |                                         |
| 38                                      | 24 september 2022                       | Tsjechië – Portugal                     | 0 – 4                                   | Nations League 2022/23                  |                                         |                                         |
| 39                                      | 27 september 2022                       | Portugal – Spanje                       | 0 – 1                                   | Nations League 2022/23                  |                                         |                                         |
| 40                                      | 24 november 2022                        | Portugal – Ghana                        | 3 – 2                                   | WK 2022                                 |                                         |                                         |
| 41                                      | 28 november 2022                        | Portugal – Uruguay                      | 2 – 0                                   | WK 2022                                 |                                         |                                         |
| 42                                      | 2 december 2022                         | Zuid-Korea – Portugal                   | 2 – 1                                   | WK 2022                                 |                                         |                                         |
| 43                                      | 6 december 2022                         | Portugal – Zwitserland                  | 6 – 1                                   | WK 2022                                 |                                         |                                         |
| 44                                      | 10 december 2022                        | Marokko – Portugal                      | 1 – 0                                   | WK 2022                                 |                                         |                                         |
| 45                                      | 23 maart 2023                           | Portugal – Liechtenstein                | 4 – 0                                   | EK 2024 kwalificatie                    |                                         |                                         |
| 46                                      | 26 maart 2023                           | Luxemburg – Portugal                    | 0 – 6                                   | EK 2024 kwalificatie                    |                                         |                                         |
| 47                                      | 17 juni 2023                            | Portugal – Bosnië en Herzegovina        | 3 – 0                                   | EK 2024 kwalificatie                    |                                         |                                         |
| 48                                      | 20 juni 2023                            | IJsland – Portugal                      | 0 – 1                                   | EK 2024 kwalificatie                    |                                         |                                         |
| 49                                      | 8 september 2023                        | Slowakije – Portugal                    | 0 – 1                                   | EK 2024 kwalificatie                    |                                         |                                         |
| 50                                      | 11 september 2023                       | Portugal – Luxemburg                    | 9 – 0                                   | EK 2024 kwalificatie                    |                                         |                                         |
| 51                                      | 13 oktober 2023                         | Portugal – Slowakije                    | 3 – 2                                   | EK 2024 kwalificatie                    |                                         |                                         |
| 52                                      | 16 oktober 2023                         | Bosnië en Herzegovina – Portugal        | 0 – 5                                   | EK 2024 kwalificatie                    |                                         |                                         |
| 53                                      | 19 november 2023                        | Portugal – IJsland                      | 2 – 0                                   | EK 2024 kwalificatie                    |                                         |                                         |
| 54                                      | 21 maart 2024                           | Portugal – Zweden                       | 5 – 2                                   | Vriendschappelijk                       |                                         |                                         |
| 55                                      | 4 juni 2024                             | Portugal – Finland                      | 4 – 2                                   | Vriendschappelijk                       |                                         |                                         |
| 56                                      | 8 juni 2024                             | Portugal – Kroatië                      | 1 – 2                                   | Vriendschappelijk                       |                                         |                                         |
| 57                                      | 18 juni 2024                            | Portugal – Tsjechië                     | 2 – 1                                   | EK 2024                                 |                                         |                                         |
| 58                                      | 22 juni 2024                            | Turkije – Portugal                      | 0 – 3                                   | EK 2024                                 |                                         |                                         |
| 59                                      | 1 juli 2024                             | Portugal – Slovenië                     | 0 – 0 (3 – 0 n.s.)                      | EK 2024                                 |                                         |                                         |
| 60                                      | 5 juli 2024                             | Portugal – Frankrijk                    | 0 – 0 (3 – 5 n.s.)                      | EK 2024                                 |                                         |                                         |

Bijgewerkt op 29 juli 2024.

## Erelijst
| Competitie                    | Aantal  | Jaren                              |         |         |
| Benfica                       | Benfica | Benfica                            | Benfica | Benfica |
| ----------------------------- | ------- | ---------------------------------- | ------- | ------- |
| Primeira Liga                 | 1       | 2018/19                            |         |         |
| Supertaça Cândido de Oliveira | 1       | 2019                               |         |         |
| Manchester City               |         |                                    |         |         |
| Premier League                | 4       | 2020/21, 2021/22, 2022/23, 2023/24 |         |         |
| FA Cup                        | 1       | 2022/23                            |         |         |
| EFL Cup                       | 2       | 2020/21, 2022/23                   |         |         |
| Community Shield              | 1       | 2024                               |         |         |
| UEFA Champions League         | 1       | 2022/23                            |         |         |
| UEFA Super Cup                | 1       | 2023                               |         |         |
| FIFA Club World Cup           | 1       | 2023                               |         |         |
| Portugal                      |         |                                    |         |         |
| UEFA Nations League           | 1       | 2018/19                            |         |         |